# 白雲神社
白雲神社（しらくもじんじゃ）は、京都市上京区京都御苑内にある神社。旧社格は無格社。

## 祭神
- 主祭神 - 妙音弁財天と称する市杵島姫命。西園寺家が琵琶の宗家であることから音楽の神として祀られてきた[1]。

## 歴史
当社は、そもそもは現在金閣寺がある場所に西園寺公経が建てた別荘・北山第の池の畔に元仁元年（1224年）に建てられた妙音堂がその始まりであるという。本尊として弁財天像が祀られていた他、西園寺家第二伝の弘法大師筆と伝わる青龍妙音辨財天画像も祀られていたという。
弁財天像とともに祀られていた青龍妙音辨財天画像は、嘉元4年（1306年）4月に西園寺寧子（広義門院）が持明院統の後伏見上皇の後宮に女御として輿入れした際、自らの念持仏として御所に持っていき、現在は上京区の妙音堂の本尊となっている。
西園寺家の別荘・北山第の妙音堂は『増鏡』、『中務内侍日記』、『太平記』などに記述されており当時の風雅な佇まいが伺われる。
しかし、足利義満が西園寺実永から北山第を買収して自らの邸宅・北山殿を建築する際に妙音堂は破却された。その後、弁財天像は赤八幡京極寺にしばらく移されたという。
江戸時代の明和6年（1769年）に前内大臣西園寺公晃と前右大臣西園寺賞季が勅許を賜り、西園寺邸の移転とともに現在地に妙音堂を再興している。
天保11年（1840年）と安政4年（1857年）の社殿修築に際しては、禁中各御所より寄付を賜って禁裏御祈祷所に定められている。
明治時代になると西園寺家が東京へ移転していまい残された妙音堂は廃仏毀釈によって廃寺の危機が訪れるが、地元有志の尽力により神社として存続することとなった。1878年（明治11年）に本尊の弁財天を宗像三女神の1柱である市杵島姫命に変更して祭神とし、かつての鎮座地の白雲村の旧称をとって白雲神社に名称を改めた。
1869年（明治2年）に当社の境内地に開いた私塾「立命館」の名は、現在の立命館大学へと継承されている。

## 境内
- 本殿
- 拝殿
- 社務所
- 薬師石 - 御所のへそ石と呼ばれる。

### 摂末社
- 福寿稲荷神社

## 分霊について
1939年（昭和14年）、京都衣笠村等持院字滝ヶ鼻（現・京都市北区等持院東町近く。立命館大学衣笠キャンパス東門南側）にあった西園寺公望の別邸「萬介亭」を購入した臼居万太郎は、邸内の一隅に京都御苑内にある西園寺家本邸の「白雲神社」の分霊を勧請した。「萬介亭」には竹が植えてあったことから、この別邸を気に入っていた西園寺公望はこの別邸にあやかり自らを「竹軒」と号するようになった。白居万太郎氏はこの新邸を「時雨庵」と命名した。その後「萬介亭」は取り壊され、跡地には長年「西園寺公邸址」と掘られた石碑（地上部分高さ1メートル、幅・奥行23センチ）」が残されるのみとなった。この石碑も2002年（平成14年）前後に撤去されたが、現在は学校法人立命館に保管されている。

## 文化財

### 重要文化財
- 木造弁才天坐像（西園寺妙音堂旧本尊）（彫刻） - 2002年（平成14年）6月26日指定[6]。

## 所在地
- 京都府京都市上京区京都御苑内

## アクセス
- 京都市営地下鉄烏丸線 丸太町駅より徒歩約9分。